# I miei anni con Carmelo Bene
I miei anni con Carmelo Bene è un libro a carattere autobiografico scritto da Giuliana Rossi.

## Caratteristiche e contenuto
Il libro, scritto insieme allo scrittore Alberto Cioni, con introduzione di Sylvano Bussotti, è corredato da fotografie che fermano alcuni momenti di quegli anni che vanno dal 1956 al 1965: Carmelo Bene in scena, all'Accademia d'Arte Drammatica Silvio D'Amico, il matrimonio di Giuliana con Carmelo... All'interno vi si trovano inoltre alcune lettere interessanti del periodo scritte da Carmelo Bene e da Giuliana... 
Vi si narra l'esperienza di vita e artistica dell'autrice vissuta insieme a Carmelo Bene, durante un arco di tempo che va in massima parte dalla fine degli anni '50 alla prima metà degli anni '60: il primo incontro nel marzo del 1959, il suo matrimonio, la nascita del loro figlio Alessandro, la conoscenza (non proprio indolore) dei suoi suoceri, i primi spettacoli di Carmelo Bene (Caligola, Lo strano caso del dottor Jekill e del signor Hyde, Gregorio: cabaret dell'800, Amleto, Pinocchio, Cristo 63, Edoardo II, Ubu Roi, Salomè,...), gli eventi strazianti della morte della madre di Giuliana e poi di suo figlio Alessandro... Un libro senz'altro ricco di aneddotica e insostituibile per quanto concerne la descrizione degli eventi e le esperienze di quegli anni. Carmelo Bene viene visto in una luce un po' diversa rispetto alle sovrastrutture che con il tempo gli hanno conferito quell'alone coriaceo inconoscibile di genialità e sregolatezza. La vivacità descrittiva e testimoniale della scrittrice lascia trasparire un Carmelo Bene con un carattere già allora (e ancor prima) ciclotimico, ma pervicace nei suoi intenti, dinamico, scontroso, a volte maniacale, cinico, geloso, altre volte affettuoso... È un libro che scioglie quella patina, a volte inopportuna, di sedimentazione storica, spesso vincolante e vincolata al solo genio dell'artista, più che all'uomo Bene, restituendo una testimonianza diretta.
Giuliana Rossi fornisce inoltre una descrizione del Salento, che allora di tanto in tanto frequentava, della famiglia Bene, della loro mentalità, delle povera gente che lo abitava, legata a doppio filo a uno squallido servilismo.
La vita artistica e teatrale di Carmelo Bene, a cui non sempre era presente, a causa degli impegni che aveva con il figlio Alessandro, viene dipinta a tinte vivaci, con copiosità di aneddotica scandalistica e clamori suscitati, a volte apertamente dissonante con quanto dichiara o scrive Bene altrove. Per esempio, in merito alla vicenda clamorosa del piscio sulla platea perpetrato durante lo spettacolo del Cristo '63, Giuliana fornisce una versione diversa dell'accaduto, sebbene non fosse presente allo spettacolo, scrivendo che fu Carmelo a orinare addosso al pubblico e all'ambasciatore argentino e sua consorte, facendo poi ricadere la colpa su Alberto Greco. Diverse incongruenze, omissioni e imprecisioni sembrerebbe mostrare la Vita di Carmelo Bene rispetto al resoconto biografico dell'attrice-scrittrice tra cui la morte del figlio Alessandro che Bene dichiara avvenuta a un'età, più che incerta, vistosamente inverosimile ("non aveva ancora sette anni"), smentita dalle inconfutabili date anagrafiche (Alessandro nacque il 14 maggio 1961 e morì il 13 ottobre 1965).